# Dickete
Dickete (vom Dicklegen, auch Gallerte genannt) heißt in der Käserei die mit Lab oder Milchsäure dickgelegte Milch von Kühen, Wasserbüffeln, Schafen oder Ziegen.

## Herstellung

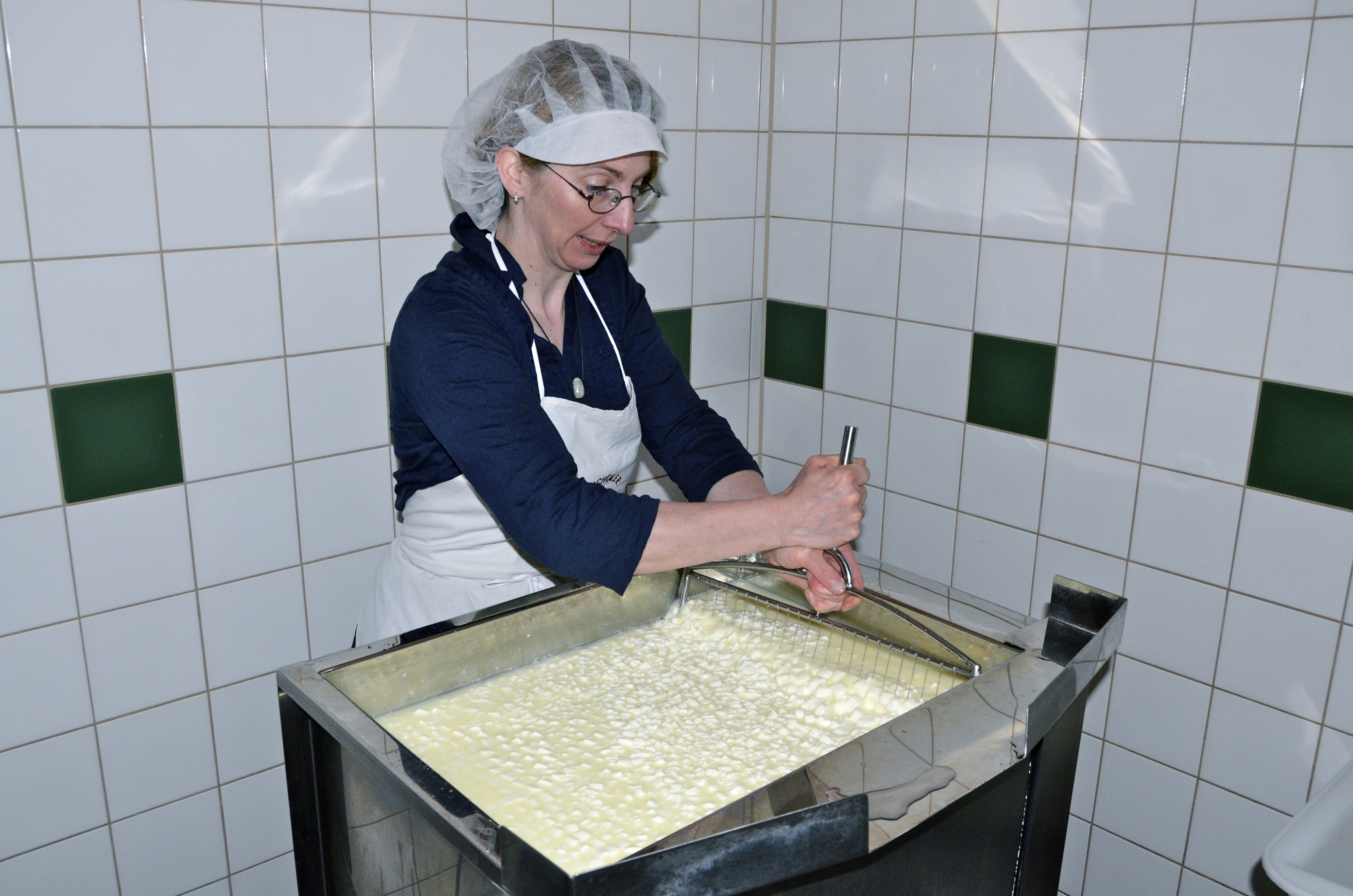
Schneiden der Schafmilch-Dickete

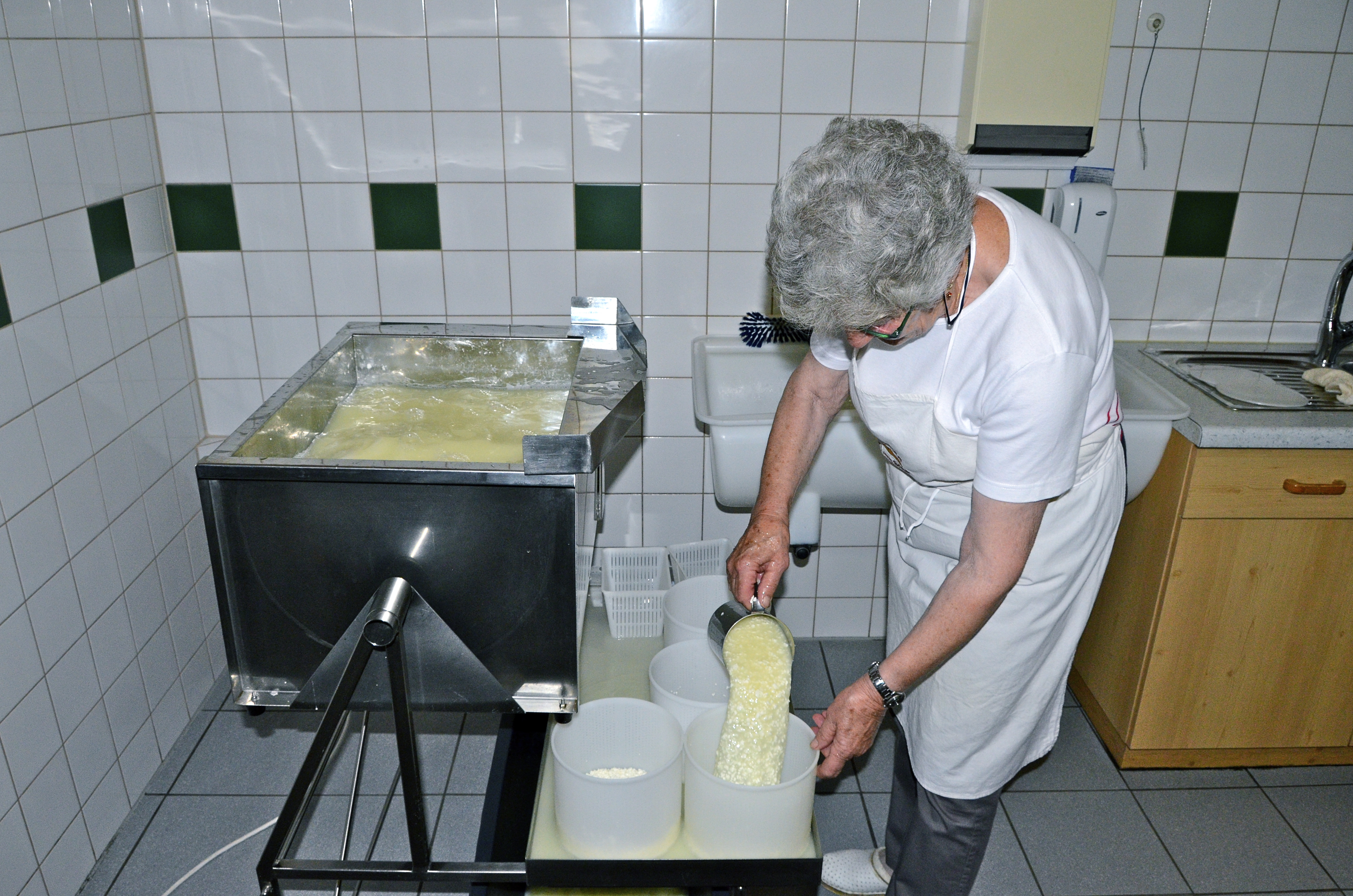
Abtrennen der Molke von der geschnittenen Schafmilch-Dickete

Lässt man Rohmilch einige Zeit stehen, wird sie von selbst sauer, doch diese Säuerung ist kaum steuerbar. Pasteurisierte Milch säuert nicht von selbst. Daher werden der Milch zur Herstellung von Käse Starter- oder Säuerungskulturen zugesetzt, die den Milchzucker (Laktose) in Milchsäure umsetzen. Durch die Zugabe von Lab gerinnt das Milcheiweiß (Kasein).
Nach der Zugabe der Starterkulturen kontrolliert der Käser ständig den Säuregehalt der Milch, um den Zeitpunkt für die Zugabe des Labs zu bestimmen. Damit beginnt das Dicklegen der Milch. Wird die Milch während des Dicklegens nicht bewegt, bildet sich eine glatte, gallertartige Masse, auch Gallerte oder Dickete genannt. Dieser Vorgang nimmt 30 Minuten bis zwei Stunden in Anspruch. Die Temperatur beim Dicklegen variiert nach Käsetyp zwischen 21 und 35 °C. Für Weichkäse ist die Milch eher wärmer zum Dicklegen als für Hartkäse bei gleicher Gerinnungszeit.
Bei der Herstellung von Frischkäse (französisch fromage frais) und Sauermilchkäse wie Handkäse oder Olmützer Quargeln kommt kein Lab zum Einsatz, die Gerinnung erfolgt hierbei ausschließlich durch Milchsäurebakterien.